# La-Plata-Krieg
Der La-Plata-Krieg, portugiesisch Guerra do Prata, war ein militärischer Konflikt in Südamerika in den Jahren 1851 und 1852. Dabei standen sich das Kaiserreich Brasilien, Uruguay und die abtrünnigen argentinischen Provinzen Entre Riós und Corientes auf der einen, die Argentinische Konföderation auf der anderen Seite gegenüber. Der Krieg vollzog sich im Rahmen der Rivalität zwischen Brasilien und Argentinien bezüglich der Vorherrschaft in Südamerika und endete mit einem Sieg des brasilianischen Kaiserreichs und seiner Verbündeten.

## Vorgeschichte
Im Uruguayischen Bürgerkrieg griff der argentinische Diktator Juan Manuel de Rosas zugunsten der Blancos ein, woraufhin die Brasilianer fürchteten, de Rosas könne eine territoriale Expansion auf dem Kontinent anstreben. Brasilianische Truppen intervenierten zugunsten der Colorados und verdrängten die Blancos und ihre argentinischen Verbündeten von uruguayischem Territorium. Anschließend schlossen die Regierungen Brasiliens und Uruguays ein Bündnis mit Justo José de Urquiza, dem Anführer der abtrünnigen argentinischen Provinzen Entre Riós und Corientes, mit dem Ziel, Juan Manuel de Rosas zu stürzen.

## Verlauf
Vor allem dank der Überlegenheit der brasilianischen Seestreitkräfte erlitten die Argentinier herbe Niederlagen und konnten dem Vormarsch der alliierten Truppen auf Buenos Aires nur wenig entgegensetzen. Am 3. Februar 1852 fiel mit dem Sieg der Brasilianer und Uruguayer in der Schlacht von Caseros die Entscheidung. De Rosas konnte jedoch noch rechtzeitig aus seinem Hauptquartier fliehen und erbat Asyl beim britischen Botschafter, was dieser ihm auch gewährte. Der gestürzte Diktator blieb bis zu seinem Tod im englischen Exil. Für diesen Krieg warb Brasilien Söldner in Deutschland an, die als „Brummer“ bekannt wurden.

## Folgen
Brasilien festigte mit dem Sieg im La-Plata-Krieg seine Vormachtstellung auf dem südamerikanischen Kontinent. Argentinien erhielt 1853 eine neue, föderalistische Verfassung, die jedoch von der Provinz Buenos Aires nicht anerkannt wurde, weshalb diese sich vorübergehend abspaltete. Uruguay kam auch nach Ende des Bürgerkrieges nicht zur Ruhe und blieb ein politisch instabiles Land.